# 陈延寿
陈延寿（?—?），五代十国时南汉宦官。
陈延寿侍奉后主劉鋹，他和龚澄樞朋比为奸、专权弄法。兴建娱乐工程日费数万金，来蛊惑劉鋹之心。陈延寿说中宗刘晟传位给刘鋹，就是因为把中宗的弟弟们全部杀死，所以现在要杀死后主的诸弟，以绝后患，于是刘鋹杀死了桂王刘璇兴。